# Calamus calamus
Calamus calamus (Калама звичайна) — вид риб роду Calamus родини спарових. місцеві назви «кабанчик», «козлоголова свиня», «цукроокий хряк». Є об'єктом місцевого вилову.

## Опис
В середньому довжина становить 30—45 см, максимально — 56 см при вазу в 680 г. Голова масивна, мордави тягнута, верхня щелепа дещо довша за нижню. Очі великі, високо розташовані. Передні зуби конічної форми, задні жувального типу, розташовані в 2 рядки. Тіло високе, кремезне, сплощене з боків. Грудні плавці вузьці, доволі довгі (сягають межі зябрової кришки). Черевні плавці невеличкі, короткі. Спинний плавець довгий. Анальний плавець коротше заспинний. Хвостовий плавець великий, розділений. Задній кінець плавального міхура заходить в порожнину кістки, що підтримує другий шип анального плавника. Ця кістка являє собою порожнистий циліндр зі скошеною загостреною верхівкою.
У молодих особин верх голови і тіла світложовтого кольору, середина та нижня частина бліда. До часу настання статевої зрілості забарвлення стає більшоднокольорним — сріблястим. Область щоки блакитна з жовтими плямами. Є сині риски на лусці. Також є темно-синя пляма за верхнім зябровим отвором.

## Спосіб життя
Тримається на глибині від 1 до 75 м. Дорослі особини зазвичай зустрічаються навколо коралових рифів, неповнолітні особини поширені на ложах морської трави. Здатна видавати звуки, що нагадують рохкання свині. Живиться молюсками, морськими хробаками, офіурами, раками-самітниками, крабами та морськими їжаками.

## Розповсюдження
Поширена від Північної Кароліни (США), на сході — до Бермудських островів і на півдні до Бразилії. Найчастіше зустрічається у Флоридській протоці.